# Ekkachai Janthana
Ekkachai Janthana (né le 10 février 1977) est un athlète thaïlandais, spécialiste du sprint.
Si ses temps sur 60 m (en salle) et sur 200 m ne sont pas significatifs, il détient le record national sur 4 × 100 m en 38 s 80, obtenu avec la médaille d'or aux Championnats d'Asie à Djakarta, le 31 août 2000 (équipe composée de Kongdech Natenee, Vissanu Sophanich, Ekkachai Janthana, Sittichai Suwonprateep). Il a été finaliste des Championnats d'Asie en salle à Pattaya en février 2006 sur 60 m.
Il détient également le record d'Asie du relais 4 x 200 m, en 1 min 22 s 66, obtenu lors des Penn Relays le 29 avril 2000 (Reanchai Seerhawong, Vissanu Sophanich, Ekkachai Janthana et Sittichai Suwonprateep).
Il obtient également la médaille d'or sur relais aux Jeux asiatiques de 2006.

## Palmarès
| Année | Compétition                  | Lieu     | Résultat | Épreuve   | Performance |
| ----- | ---------------------------- | -------- | -------- | --------- | ----------- |
| 2000  | Championnats d'Asie          | Djakarta | 1er      | 4 × 100 m | 38 s 80     |
| 2002  | Jeux asiatiques              | Busan    | 1er      | 4 × 100 m | 38 s 82     |
| 2006  | Championnats d'Asie en salle | Pattaya  | 4e       | 60 m      | 6 s 71      |
| 2006  | Jeux asiatiques              | Doha     | 1er      | 4 × 100 m | 39 s 21     |

## Records
| Épreuve    | Performance | Lieu  | Date         |
| ---------- | ----------- | ----- | ------------ |
| 200 mètres | 22 s 97     | Pékin | 30 août 2001 |

| Épreuve   | Performance | Lieu    | Date            |
| --------- | ----------- | ------- | --------------- |
| 60 mètres | 6 s 71      | Pattaya | 10 février 2006 |